# René (novela)
René é uma novela curta de François-René de Chateaubriand, que apareceu inicialmente em 1802. A obra teve um enorme impacto sobre o início do Romantismo, comparável aquela de Goethe, Os Sofrimentos do Jovem Werther. Como o romance alemão, trata-se de um jovem sensível e apaixonado que se encontra em desacordo com a sociedade contemporânea. René foi publicado como parte de Génie du christianisme de Chateaubriand, juntamente com outra novela, Atala, embora tenha sido na verdade um trecho de uma longa prosa épica que o autor compôs entre 1793 e 1799 chamada Les Natchez, que não viria a público até 1826. René apreciou tal popularidade imediata que foi republicado em 1805, juntamente com Atala.

## Enredo
René, um jovem francês desesperadamente infeliz, busca refúgio no meio do povo natchez da Luisiana. É um longo tempo antes que ele seja persuadido a revelar a causa de sua melancolia. Ele fala de sua infância solitária no castelo de seu pai na Bretanha. Sua mãe morreu ao dar à luz a ele e desde que seu pai é uma figura remota e proibida, René se refugia em uma intensa amizade com sua irmã Amélie e em longos passeios solitários no campo em torno do castelo.
Quando o pai de René morre e seu irmão herda a casa da família, ele decide viajar. Ele viaja para a Escócia para ver os lugares mencionados pelo bardo Ossian e os famosos pontos turísticos da Itália. Nada o satisfaz: "O mundo antigo não tinha certeza, o mundo moderno não tinha beleza". Ele retorna à França e encontra uma sociedade corrupta e sem religião. Sua irmã Amélie inexplicavelmente parece evitá-lo também. Como René explica:
"Logo encontrei-me mais isolado em minha própria terra, do que eu havia estado em um país estrangeiro. Durante algum tempo eu queria atirar-me em um mundo que não me disse nada e que não me entendeu. Minha alma, ainda não gasta por qualquer paixão, procurou um objeto ao qual ela poderia ser conectada; mas eu percebi que estava entregando mais do que recebendo. Não foi a língua elevada ou sentimentos profundos que foram feitos de mim. Minha única tarefa era diminuir minha alma e trazê-la para baixo ao nível da sociedade."
Desgostoso, René se retira da sociedade e vive em uma parte obscura da cidade. Mas essa vida reclusa não demora muito para aborrecê-lo. Ele decide se mudar para o campo. Mas ele não encontra a felicidade lá: "Ai de mim, eu estava sozinho, sozinho na terra. Um langor secreto foi tomando conta do meu corpo. O desgosto pela vida que eu sentia desde a infância voltou com força renovada. Logo meu coração já não fornecia comida para minha mente, e a única coisa que eu sentia na minha existência era um tédio profundo."
René decide se matar, mas quando sua irmã descobre seu plano, os dois estão alegremente reunidos. Mas não há final feliz. Amélie parece estar suspirando por alguma coisa. Um dia, René descobre que ela se foi, deixando uma carta dizendo que ela quer se tornar freira, mas não dando nenhuma explicação do porquê. René vai para testemunhar sua cerimônia de iniciação, onde ela revela que se juntou ao convento para superar seu amor incestuoso por ele. Devastado por esta confissão, René decide deixar a Europa para sempre e viajar para a América. Depois de passar algum tempo com os índios, ele recebe uma carta anunciando a morte de sua irmã. A novela termina por revelar pouco depois de René contar sua história, que ele foi morto em uma batalha entre os natchez e os franceses.

## Significado literário e criticismo

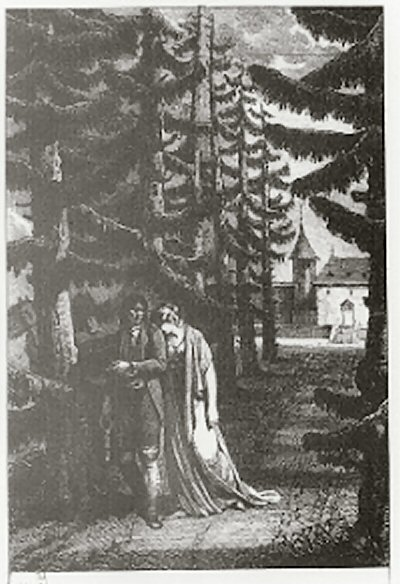
René caminhando com Amélie

Como o título sugere, existem inúmeros elementos autobiográficos no livro que se baseiam amplamente nas memórias de Chateaubriand, de sua própria infância na Bretanha, bem como suas viagens pela América do Norte em 1791. Chateaubriand foi criticado por seu uso do tema do incesto e não há evidências de que sua irmã Lucile tinha qualquer paixão por ele na vida real.
René se mostrou uma imensa fonte de inspiração para os jovens românticos que sentiram que era a perfeita expressão do mal du siècle que sua geração experimentou. Admiradores notáveis incluíram Hector Berlioz e Alfred de Musset. Sua fama chegou no exterior; as viagens de René pela Europa foram imitadas por Lord Byron em Childe Harold's Pilgrimage. Ambos René e Harold são forasteiros inquietos com um desprezo aristocrático pela banalidade do mundo. Como Goethe com Werther, em anos posteriores, Chateaubriand veio a ressentir-se da popularidade de suas primeiras obras. Como ele escreveu em suas memórias:
- "Se René não existisse, eu não escreveria de novo; se fosse possível para mim destruí-lo, gostaria de destruí-lo. Ele deu origem a uma família inteira de poetas e prosadores de René; tudo o que ouvimos hoje são frases lamentáveis e desconexas; os únicos assuntos são os vendavais e tempestades, e os males desconhecidos que gemeram às nuvens e à noite. Não há nenhum almofadinha que acaba de sair da faculdade que nunca sonhou que ele era o mais infeliz dos homens; não há um maricas que não esgotou tudo o que a vida tem para oferecer com a idade de dezesseis anos; quem não se crê atormentado por seu próprio gênio; que, no abismo de seus pensamentos, não se entregou à "onda de paixões"; que não tenha atingido a sua pálida e desgrenhada testa e espantado a humanidade com sofrimento, cujo nome nem ele, nem ele, sabe."